# 雅高达
安可达（Agoda）公司（英語：Agoda Company Pte. Ltd.）是一家提供在线酒店预订服务的专业网络旅游服务公司，其主要业务区域遍及整个亚太区。安可达于2007年11月正式被美國 Priceline 集團（後更名為 Booking Holdings 集團（NASDAQ：BKNG））收購，成为旗下第三家子公司。

## 历史
安可达公司的前身为PlanetHoliday.com，由创始人麦克·肯尼（Michael Kenny）在1990年创立。公司最初的构想是利用搜索引擎的新兴力量来开拓酒店和旅游信息产业的市场。PlanetHoliday是在线酒店预订行业的先驱之一，如今已发展成为了一家资产过亿元的公司。
肯尼出生于纽约长岛，1990年代初期移居到泰国，并在普吉岛开办了一家小型网络公司
。 
其网站（及整个网络旅游市场）在经历了多次不可预见的灾难性阶段后成功地存活下来，其中包括2000年至2001年的互聯網泡沫，以及在2003年对旅游业造成重创的两大灾难性事件：911袭击事件和SARS事件
。  
2002年公司总部从普吉岛迁至曼谷；2003年PrecisionReservations.com正式成为PlanetHoliday.com的合作伙伴，通过其网络预订系统结合其它联合营销合作伙伴网站以扩大客房预订量；2005年底PlanetHoliday.com和PrecisionReservations.com合并成为雅高达公司。
Agoda.com于2011年推移动App，Agoda APP用戶可查看最新酒店信息並直接线上订房。Agoda App免费提供iPhone、Android以及 Windows版本供用戶下载。

## 争议
该公司被指控向佤邦的诈骗公司提供中国公民的个人信息。